# Ernst Wertheim

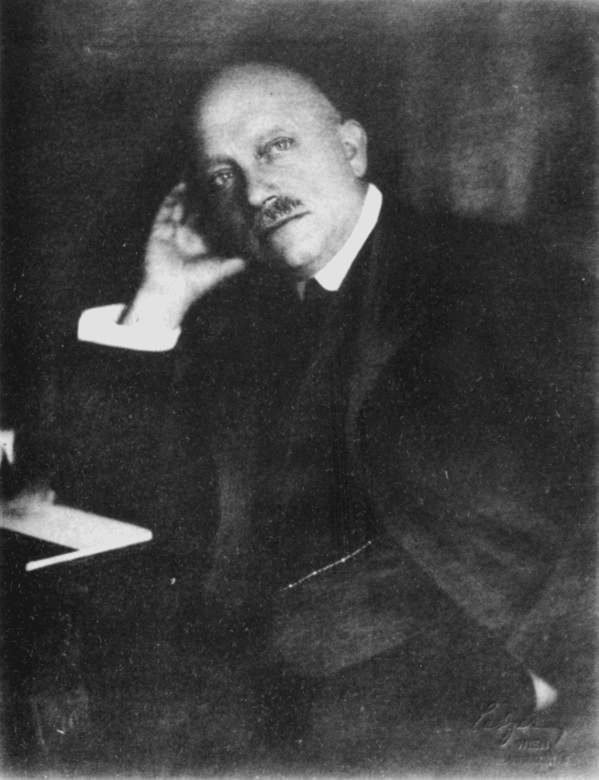
Ernst Wertheim

Ernst Wertheim (* 21. Februar 1864 in Graz; † 15. Februar 1920 in Wien) war ein österreichischer Gynäkologe.

## Leben
Ernst Wertheim war der Sohn von Theodor Wertheim, einem Chemieprofessor an der Universität Pest und Graz. Er studierte Medizin in Graz und wurde am 29. Februar 1888 promoviert, anschließend war er Assistent für an der Grazer Abteilung für allgemeine und experimentelle Pathologie. Unter Rudolf Klemensiewicz erlernte er mikrobiologische Techniken, welche ihm später bei seinen Forschungen zur Gonorrhoe bei Frauen zugutekam. 
Am 30. April 1889 verließ Wertheim Graz, um an der Universitätsklinik Wien zu arbeiten. Dort arbeitete er bei Theodor Billroth an der II. Chirurgischen Klinik und entdeckte an der II. Universitäts-Frauenklinik auch sein Interesse an der Gynäkologie. Bis zum 30. September 1890 lernte er an der Frauenklinik in Wien unter Rudolf Chrobak Gynäkologie und Geburtshilfe. Anschließend zog er nach Prag, um dort ab 1891 Friedrich Schauta zu assistieren. Als dieser zum Leiter der Universitätsklinik Wien berufen wurde, folgte Wertheim ihm nach Wien zurück.
Sein Forschungsschwerpunkt war zunächst die Gonorrhoe der Frauen, Wertheim gelang es zum Beispiel, erstmals eine Erklärung für den Infektionsweg der Krankheit zu geben.

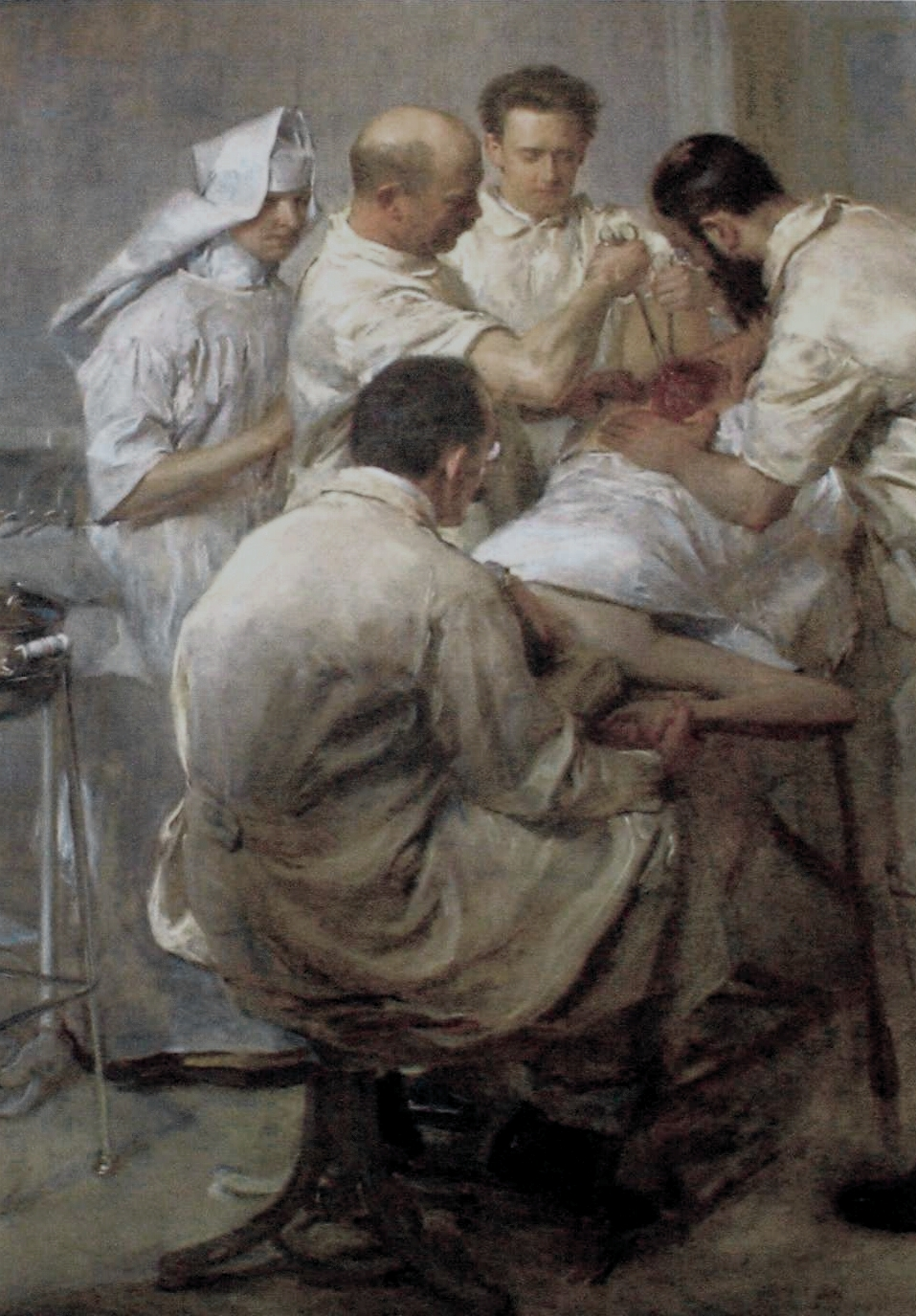
Ernst Wertheim bei einer Operation 1907 (Gemälde von John Quincy Adams)

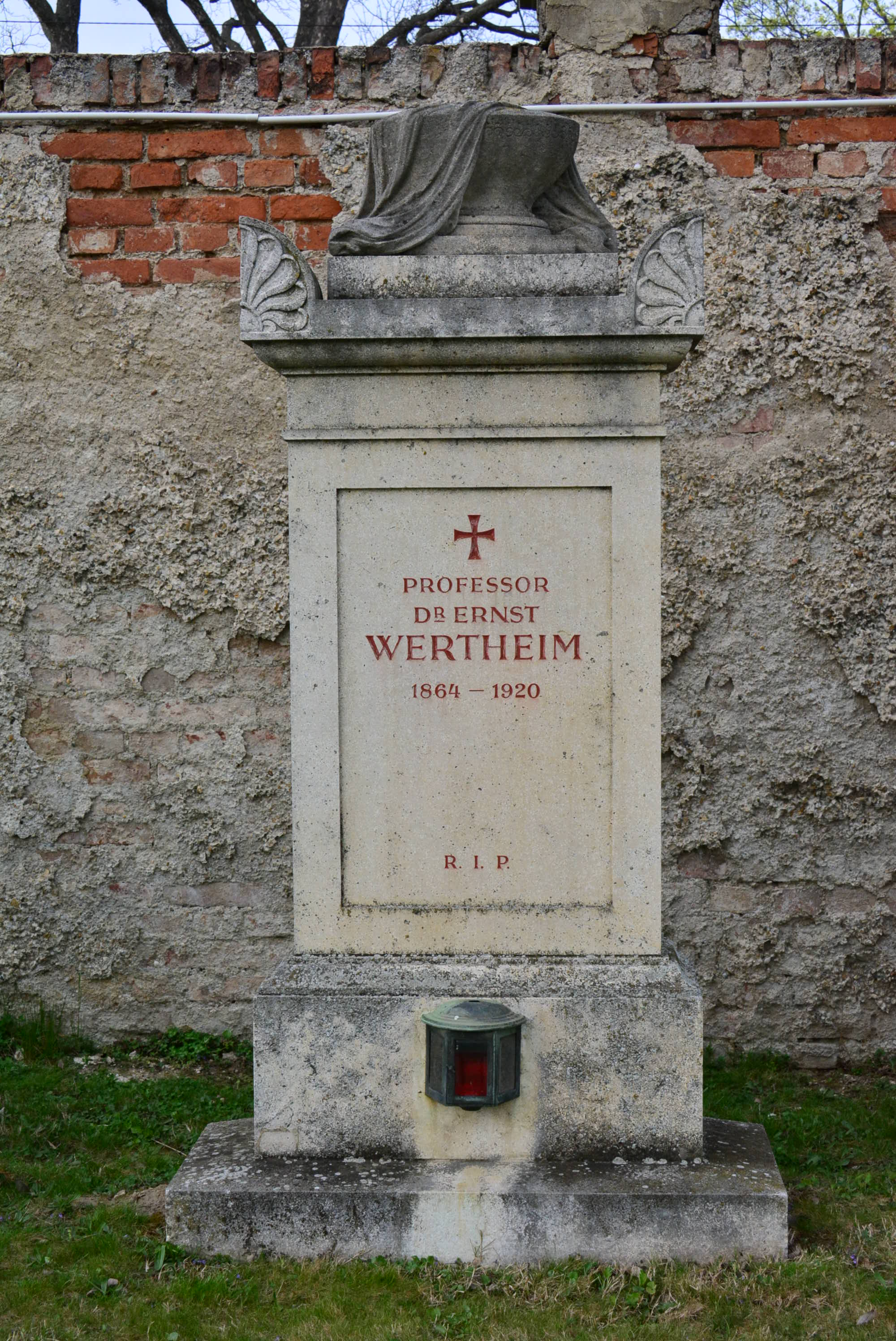
Grabstätte von Ernst Wertheim

Im Jahr 1892 habilitierte sich Wertheim mit einer Arbeit Über die ascendirende Gonorrhoe beim Weibe und wurde 1897 zum Chefoperateur in der gynäkologischen Abteilung des Kaiserin-Elisabeth-Spitals. Dort entwickelte er neue Operationstechniken. Seine größte Leistung war die Entwicklung einer Operation des Cervixkarzinoms, einer bösartigen Erkrankung des Gebärmutterhalses. Zum damaligen Zeitpunkt begnügte man sich, nur die erkrankte Gebärmutter zu entfernen. Eine Operation über einen Bauchschnitt wurde damals aufgrund der hohen Sterblichkeit (bis zu 72 %) selten durchgeführt, stattdessen wurde die Gebärmutter über die Scheide entfernt. Diese Technik hatte aber wiederum Spätfolgen.
Die nach Wertheim und ihrem späteren Weiterentwickler Joe Vincent Meigs benannte Operation umfasst die Entfernung der Gebärmutter und deren Haltebänder sowie benachbarter Lymphknoten über einen Bauchschnitt unter besonderer Berücksichtigung der Harnleiter. Am 16. November 1898 führte er diese Operation zum ersten Mal durch. Die Operation umfasst in der ursprünglichen Form weder die Eierstöcke, welche heute bei älteren Patientinnen in der Regel mitentfernt werden, noch eine Scheidenmanschette (das obere Drittel der Scheide), welche zum Vorbeugen eines Wiederauftretens der Krebserkrankung im oberen Scheidenende durchgeführt wird. Ernst Wertheim führte mit Friedrich Schauta eine wissenschaftliche Auseinandersetzung um die bessere Operationstechnik bei Gebärmutterhalskrebs. Während bei der Wertheim'schen Radikaloperation damals bis zu 74 Prozent der Patientinnen, bedingt durch die Größe und die Dauer des Eingriffes, starben, war dies bei der Schauta'schen Operation unmittelbar nach der Operation seltener der Fall. Andererseits war der Eingriff durch den schwierigen Zugang selten radikal genug, so dass nur wenige Frauen von ihrem Krebsleiden geheilt werden konnten. 
Wertheim wurde 1899 zum Professor an der Universität Wien berufen. 1910 wurde ihm, nach dem Tod Alfons von Rosthorns 1909, die Leitung der II. Universitätsfrauenklinik Wien übertragen, die zwischenzeitlich interimistisch von Fritz Kermauner (1872–1931) geleitet worden war. Dort widmete er sich Operationstechniken zur Behandlung von Gebärmuttervorfällen. 
Ernst Wertheim starb am 15. Februar 1920 in Wien. Er wurde in einem Ehrengrab auf dem Wiener Zentralfriedhof beigesetzt. (Gruppe 0, Reihe 1, Nr. 87). Mit der Leitung der Klinik wurde Fritz Kermauner betraut. In Erinnerung an Ernst Wertheim und die von ihm entwickelte radikale Operationsmethode bei Gebärmutterkrebs vergibt die Arbeitsgemeinschaft für gynäkologische Onkologie (AGO) der OEGGG den Ernst Wertheim Preis.

## Schriften
- Die operative Behandlung des Prolapses mittelst Interposition und Suspension des Uterus. Springer, Berlin 1919.